# Eadberht II
Pour les articles homonymes, voir Eadbert.
Eadberht II (fl. 762-764) est roi du Kent dans la deuxième moitié du VIIIe siècle.

## Biographie
Eadberht II n'est connu que par trois chartes. Il est le donateur dans deux d'entre elles, qui datent de la période 762-764 et concernent l'abbaye Saint-Pierre-et-Saint-Paul de Cantorbéry,. La troisième, datée de 762, est une donation effectuée par le roi Sigered qui concerne des terres à Rochester ; il n'y apparaît que comme témoin. Il semble donc qu'Eadberht ait régné sur la moitié orientale du Kent, autour de Cantorbéry, aux côtés de Sigered, dont le domaine couvre la moitié occidentale du royaume, autour de Rochester.
Les deux chartes d'Eadberht II lui attribuent un règne ayant débuté en 725. L'historienne S. E. Kelly considère qu'elles ont été falsifiées pour faire croire que le donateur est Eadberht Ier, un roi dont le règne a effectivement commencé en 725, mais dont la mort est datée de 748 par la Chronique anglo-saxonne. D'autres historiens n'acceptent pas cette identification des deux Eadberht, ou considèrent que c'est un autre Eadberht que celui qui est monté sur le trône en 725 qui est mort en 748.
Eadberht II pourrait être le fils d'Æthelberht II, roi du Kent oriental qui est mort en 762, soit l'année où Eadberht commence à émettre des chartes.